# Епархия Спокана

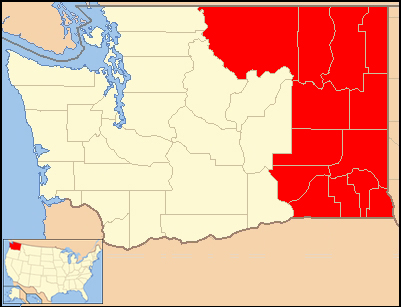
Расположение епархии Спокана

Епархия Спокана (лат. Dioecesis Spokanensis) — епархия Римско-Католической церкви с центром в городе Спокан, штат Вашингтон, США. Епархия Спокана входит в митрополию Сиэтла. Кафедральным собором епархии Спокана является Собор Пресвятой Девы Марии Лурдской.

## История
17 декабря 1913 года Святой Престол учредил епархию Спокана, выделив её из епархии Сиэтла. 23 июня 1951 года епархия Спокана передала часть своей территории новой епархии Якимы.

## Ординарии епархии
- епископ Августин Фрэнсис Шиннер[англ.] (18.03.1914 — 17.12.1925)
- епископ Чарльз Дэниел Уайт[англ.] (20.12.1926 — 25.09.1955)
- епископ Бернард Джозеф Топель[англ.] (25.09.1955 — 11.04.1978)
- епископ Лоуренс Гарольд Уэлш[англ.] (06.11.1978 — 17.04.1990) — через год после отставки назначен епископом-коадъютором Сент-Пола и Миннеаполиса
- епископ Уильям Стивен Скайлстад[англ.] (17.04.1990 — 30.06.2010) — через год после отставки назначен апостольским администратором Бейкера
- епископ Блейз Джозеф Супич (30.06.2010 — 20.09.2014) — назначен архиепископом Чикаго,  кардинал с 2016
- епископ Томас Энтони Дейли[англ.] (с 12.03.2015)

## Источник
- Annuario Pontificio, Libreria Editrice Vaticana, Città del Vaticano, 2003, ISBN 88-209-7422-3